# Рытый (мыс)
Мыс Ры́тый (бур. Хээрэ Хушуун) — мыс на северо-западном берегу Байкала, в 310 км к северо-востоку от Иркутска. Самая северная точка побережья Байкала, где есть степная растительность и обширные пастбища.

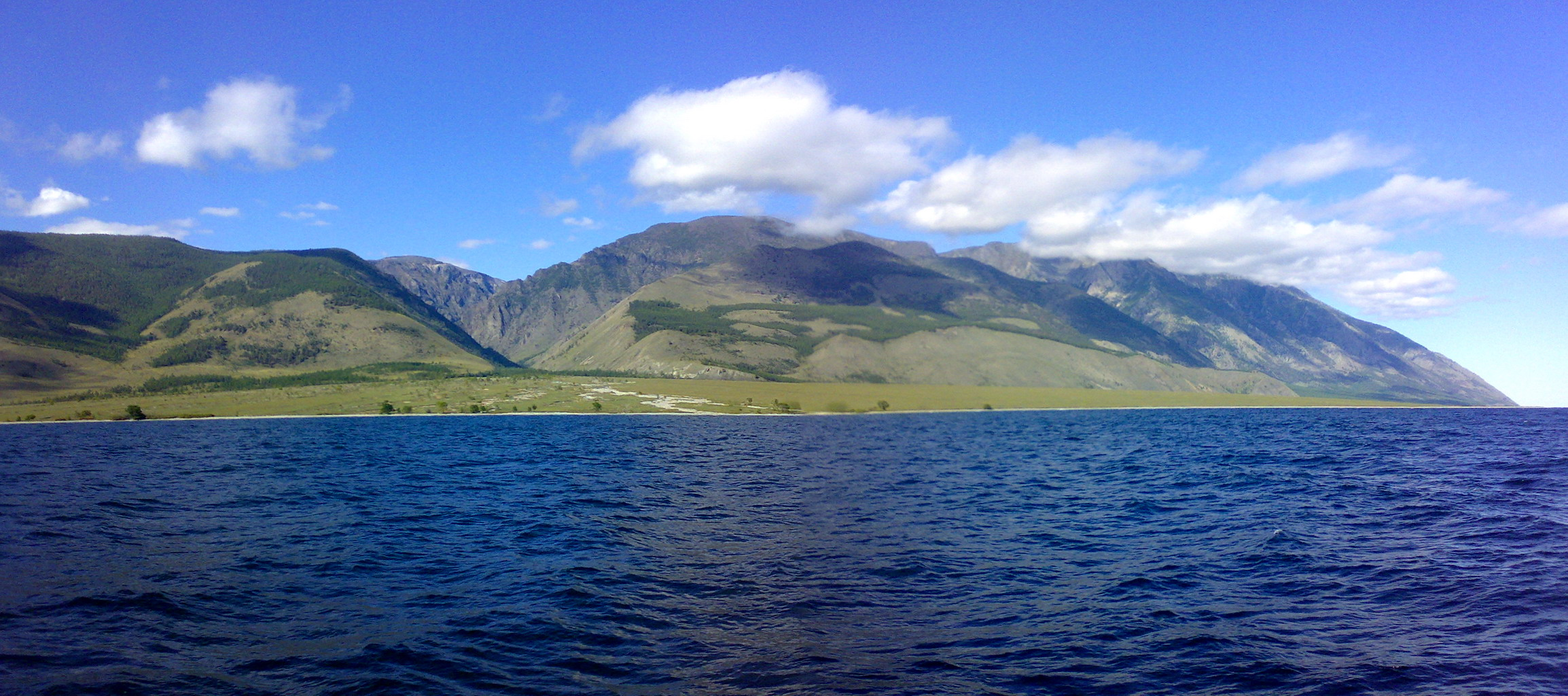
Вид на мыс Рытый

## Научные факты
Наиболее выступающие мысы на Байкале сформировались не менее, чем в два цикла конусообразования. Особенно чётко это видно на мысе Рытый. Врезающийся в Байкал более чем на два километра, мыс хорошо виден с острова Ольхон. Долина пади реки Риты проходит по разлому. От мыса Рытый до пади Усть-Баргузин закартированы более восьми разломов под акваторией озера Байкал, параллельно береговой линии. В геологическом строении принимают участие породы нижнего протерозоя.
Сейсмичность района — 10 баллов. На Байкале регистрируется более 2000 землетрясений в год. Река Риты спровоцировала неоднократные мощные сели. Отмечены оползневые рвы. Поток глубинного тепла в районе мыса Рытый более 50 мВт/час. Аномальное магнитное поле по шкале изменения приращения полного вектора напряжённости геомагнитного поля меняется на расстоянии 15 км от −1 до +2 (1 мэ = 0,08 А/м). Остаточные изостатические аномалии силы тяжести возрастают и переходят от отрицательных значений у подводного Академического хребта к положительным в верховьях пади реки Риты. Толщина земной коры в районе мыса по геофизическим данным меняется с 30 до 40 км. Изменение толщины земной коры идёт в пределах Байкальской рифтовой впадины, где наблюдаются интрузии мантийного вещества и трещины (разломы) в земной коре. Здесь нормальная мантия имеет границу с аномальной мантией. Зона контакта аномальной и нормальной мантии не доходит до поверхности всего 50 км, в то время как в районе реки Онон она составляет 300 км.
Климатическое районирование выделяет Рытинско-Мужинайский климатический район. Более 2200 часов солнечного сияния за год. Растительность подгольцовая: ассоциации кедрового стланика, мохово-лишайниковые, зелёномошные, мёртвопокровные, в комплексе с россыпями, пустошами, горными лужайками с единичными деревьями сибирского кедра и лиственницы сибирской. В фауне 76 % эндемиков. Максимальные поля байкальских волн в период жёстких штормов — более 5 метров. Наступление ледостава — 18—30 января. Вскрытие ледяного покрова — 15—30 мая. Толщина льда — 80—130 см. Становая щель при замерзании Байкала появляется регулярно из года в год параллельно береговой линии мыса Рытый.

## Интересные находки и сооружения
Стена — сложена из крупных камней без цементирующей связки. Древние строители выложили стену, используя неровности и наклон горы (25° в сторону Байкала). Местами высота строения доходит до 1,5 метров. Ширина кладки местами достигает 3 метров. Длина стены — 333 метра. Стена находится на уровне 650 метров над уровнем моря и более 200 метров над уровнем Байкала. В построении стены прослеживается закономерность; возвышающиеся на 0,5 метра остроконечные камни, встроенные в кладку, находятся на равном удалении друг от друга (четыре фрагмента). Расстояние между выступающими камнями составляет 15 метров. Стена сохранилась фрагментарно. Некоторые фрагменты сохранились практически полностью. Её назначение и строители неизвестны, археологические изыскания не проводились.
Керамика — в 2006 году при осмотре стены в каменной кладке были обнаружены кусочки керамики с орнаментом. Для определения датировки находки переданы археологам Российской академии наук. Керамические осколки имеют изгиб по всей поверхности и являются обломками сосудов или чаш. Керамика несёт следы огня, но не снаружи, а внутри сосудов. Вероятно сосуды могли использоваться для хранения и поддержания огня и для его транспортировки. Возможно, такие сосуды использовались для подачи сигналов в ночное время с возвышенности на стене и каменных туров.
Каменные туры — на территории в 4,5 км² вся степная поверхность мыса выложена каменными турами. Тур изготавливали так: деревянный лиственничный столб в центре обкладывался камнями, образуя возвышенность с чёткой линией в небо, перпендикулярно горизонту. Фрагменты истлевших столбов были найдены в нескольких турах. Днем туры чётко видны на расстоянии 250—500 метров, и чередуясь один за другим, создают протяжённые зрительные линии, направленные в сторону каменной стены. Визуальное совпадение возвышений каменных туров имеет чёткую ориентировку по сторонам света. Туры можно разделить условно на ориентированные по солнцу и звёздам, и на туры, ориентированные по топографическим объектам.

## Байкальская оптическая линза
После северо-западного ветра, который местные жители называют «горный», а в районе Малого моря он известен как «Сарма», воздух очищается до такой степени, что образуется Байкальская оптическая линза. Предметы, отдельные вершины деревьев, скальные выступы и огонь видны на большие расстояния. Линия горизонта видна на расстоянии более чем 150 км, вершины деревьев — более 50 км, отдельные пики гор — более 100 км. Огонь с противоположного берега Байкала (55 км) виден отчётливо. Стена и каменные туры, в ночное время, могли служить своеобразным «огненным телеграфом».

## Верования и обычаи
Мыс имеет несколько местных названий: бур. Хыр-Хушун, Хэр-Хушун, Ухэр-Хушун. Так Хыр-Хушун переводится как «гневный, сердитый мыс». Хэр-Хушун — «степной мыс». От бур. хээрэ — «степь» и хушуун — «мыс». Ухэр-Хушун — мыс (место нахождения) Ухэр-нойона. По легенде, Ухэр с сыновьями — это сердитые духи, хранители верховьев реки Лены. Через долину реки Риты они посылают ураганный горный ветер на озеро Байкал.
У жителей села Онгурен к мысу Рытый специфическое религиозное отношение. Они считают что мыс является одним из древних шаманских мест. Женщинам запрещается ступать на землю «гневного мыса». В 7 километрах на север есть место, отмеченное на современных картах как Анютка. Анюуралха — по бурятски «моргнуть» или «закрыть женщине глаза перед святым местом». В шаманских гимнах говорится, что пастухам и верующим мужчинам разрешалось лишь приближаться к распадку, к тому месту, где река Риты уходит в «подземный мир». Здесь они молились и приносили кровавые жертвы духам Ухэр-Хушуна. Шаману разрешалось одному идти по реке Риты вверх по ущелью только до места, где кедр растёт из голой скалы. Далее даже ему идти воспрещалось.